# 工藤真生
工藤 真生（くどう まお）は、日本のデザイナー、ピクトグラム研究者。
九州大学芸術工学研究院助教。筑波大学大学院システム情報系研究員。筑波大学附属大塚特別支援学校教諭。サイン計画や、資格記号が専門。グッドデザイン賞受賞者。

## 経歴
国立大学法人弘前大学大学院教育学研究科 美術科教育専修修了。
2020年には中村美亜らと社会のためのデザインについてディスカッション。2011年、「純米大吟醸 華一風」がグッドデザイン賞を受賞。ボトルデザインをした。同年、筑波大学教材・指導法 優秀賞。
2021年には、ドイツのミュンヘンで開催されたUniversal Design Competition 2021にて、Universal Design Consumer Winner 2021を受賞。知覚障害を持つ高校生を対象としたピクトグラムの調査に対して賞が贈られた。同年、第63回意匠学会大会に講師として登壇。ピクトグラムの理解度調査について話した。
2023年、日本デザイン学会 グッドプレゼンテーション賞受賞。